# Мету, Эмилиан
Эмилиан Мету (нем. Emilian Metu; род. 18 апреля 2003, Винер-Нойштадт, Австрия) — австрийский футболист, полузащитник клуба «Бавария II», выступающий на правах аренды за «Аустрию Клагенфурт». Выступает за сборную Австрии до 19 лет.

## Карьера
Выступал за молодёжную команду клуба «Санкт-Пёльтен». В сентябре 2020 года стал игроком первой команды. Дебютировал в австрийской Бундеслиге 10 февраля 2021 года в матче с «ЛАСКом». 
В июле 2021 года перешёл во вторую команду мюнхенской «Баварии». Дебютировал в РЛ Баварии 17 июля в матче с дублем «Аугсбурга». 
В августе 2022 года отправился в аренду в «Аустрию» (Клагенфурт). Дебютировал за клуб 4 сентября в матче с «Вольфсбергом». 